# Film idol
Film cult sau film idol  este un termen colocvial folosit pentru un film care a reușit să adune în jurul lui un grup devotat de fani, fără a deveni în mod necesar trend majoritar (în engleză mainstream).

### Listă de filme-idol (selecție)
- Plan 9 from Outer Space (1959)
- Portocala mecanică
- American History X
- American Psycho
- Apocalypse Now
- Barbarella (1968)
- Blade Runner
- Cannibal Holocaust
- Corbul (1994)
- Critters 1 (Monștrii) (1984)
- Dark City
- Dead Alive
- Donnie Darko
- filmele Dracula
- Dune
- Fight Club
- Gattaca
- Glen or Glenda (1953)
- Întuneric total
- Johnny Chitară (1954)
- Johnny Got His Gun (1971)
- Kin-Dza-Dza (1986)
- La vita è bella
- Legenda (1985)
- Seria Mad Max
- Masacrul din Texas (1972, versiunea originală)
- Seria Matrix
- Mulholland Drive
- Nosferatu
- Fantoma de la Operă
- Pink Flamingos
- Pulp Fiction
- Pumpkinhead
- Trilogia Re-Animator
- Requiem for a Dream
- Se7en
- Sin City
- Seria Star Wars
- Strălucirea eternă a minții neprihănite (2004)
- 1965 Sunetul muzicii (The Sound of Music), regia Robert Wise
- Suspiria (1977)
- The Machinist
- They Live
- Unchiul Buck (1989)[2]
- Vrăjitorul (1989)